# FP45型柴油机车
FP45型柴油机车是美国通用汽车易安迪公司（GM-EMD）于1967年至1968年为聖塔菲鐵路设计制造、以SD45型、SDP45型柴油机车为基础发展而来的一款干线客运柴油机车。
1966年，为了替换经过长年使用而老化的易安迪F系列柴油机车，圣塔菲铁路决定尽快采购一批新型干线客运柴油机车。由于通用电气公司能够在最短时间内交付新车，而且还可以提供较优惠的折价贴换以便圣塔菲铁路处理已被淘汰的旧型机车，因此圣塔菲铁路向通用电气公司订购了10台U28CG型柴油机车。虽然圣塔菲铁路对U28CG型柴油机车的表现颇为满意，但由于该型机车仍沿用美国干线调车机车常用的外走廊罩式车体，因此看起来更像货运机车而不像客运机车，牵引旅客列车时显得格格不入。1967年，为了进一步扩充客运机车车队，圣塔菲铁路又订购了两款采用棚式车体的客运柴油机车，分别为通用电气U30CG型柴油机车（6台）及易安迪FP45型柴油机车（9台）。圣塔菲铁路的FP45型柴油机车投入运用初期，主要用于牵引该公司的旗舰列车“超级酋长号”。1968年，密尔沃基铁路亦向易安迪公司订购了5台FP45型柴油机车。
FP45型柴油机车是干线客运用的六轴柴油机车，采用单司机室、底架承载结构、双侧内走廊的棚式车体，车体上部自前向后由司机室、电气室、动力室、冷却室、蒸汽锅炉室五部分组成。和SDP45型客运柴油机车一样，FP45型柴油机车同样设有为旅客列车供暖的蒸汽锅炉。机车走行部为两台“Flexicoil”三轴转向架，采用导框式轴箱定位、橡胶摩擦减振器、两系弹簧悬挂装置（一系为轴箱螺旋圆弹簧，二系为摇枕螺旋弹簧）、心盘牵引装置、双侧闸瓦制动。动力装置为一台3,600马力、20气缸、二冲程、水冷式、涡轮增压的20-645E3型柴油机。传动系统采用交—直流电传动，柴油机输出轴通过联轴器驱动一台AR10型交流发电机，发出的交流电通过大功率硅整流装置转换为直流电，然后供给六台D77型直流牵引电动机。牵引电动机采用轴悬式驱动方式，牵引齿轮传动比为2.85（57：20）。